# Phaonia recta
Phaonia recta este o specie de muște din genul Phaonia, familia Muscidae, descrisă de Hsue în anul 1984. Conform Catalogue of Life specia Phaonia recta nu are subspecii cunoscute.